# Seča Reka
Seča Reka (Servisch cyrillisch Сеча Река) is een plaats in de Servische gemeente Kosjerić. De plaats telt 853 inwoners (2002).

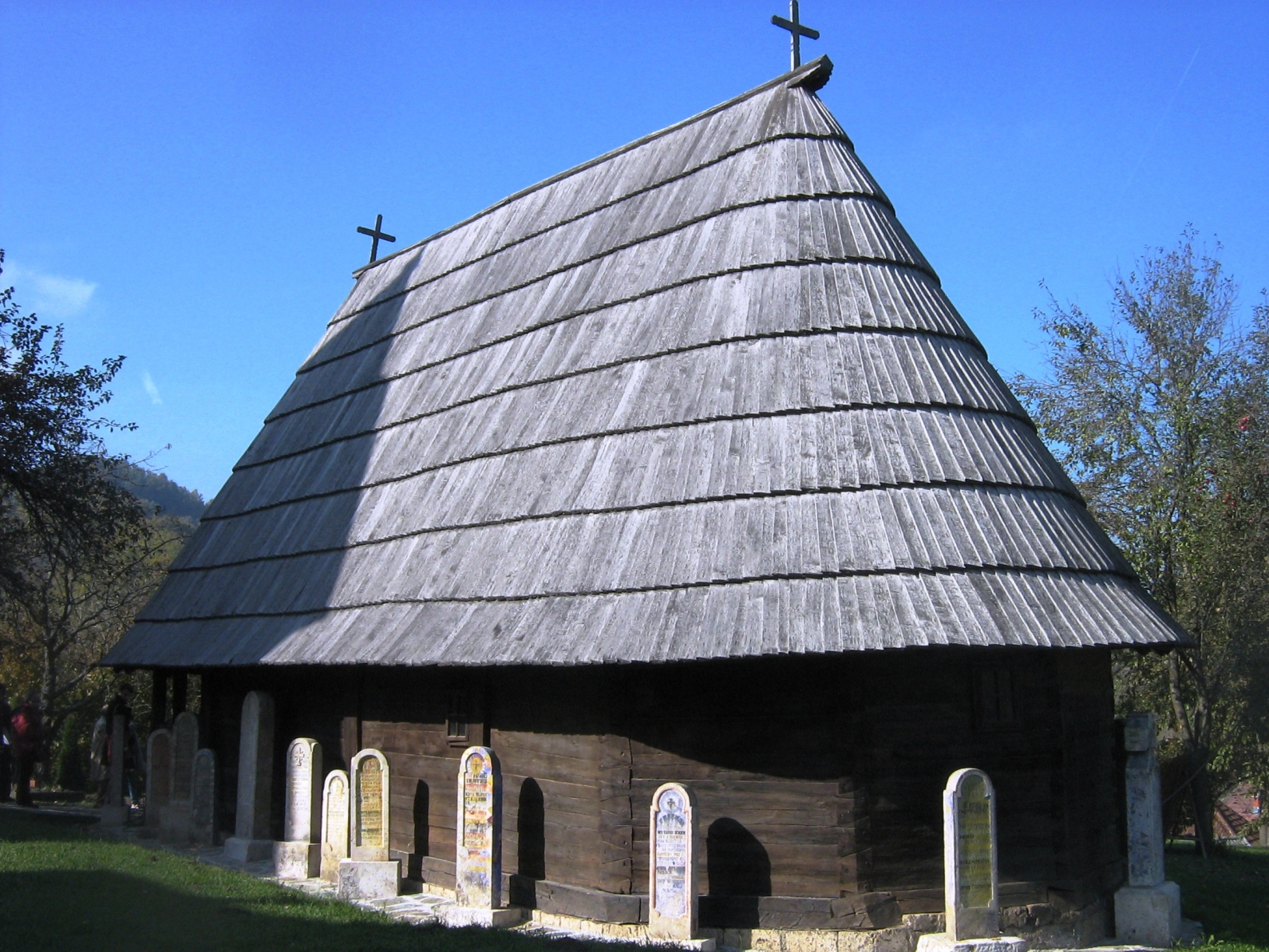
Kerk in Seča Reka
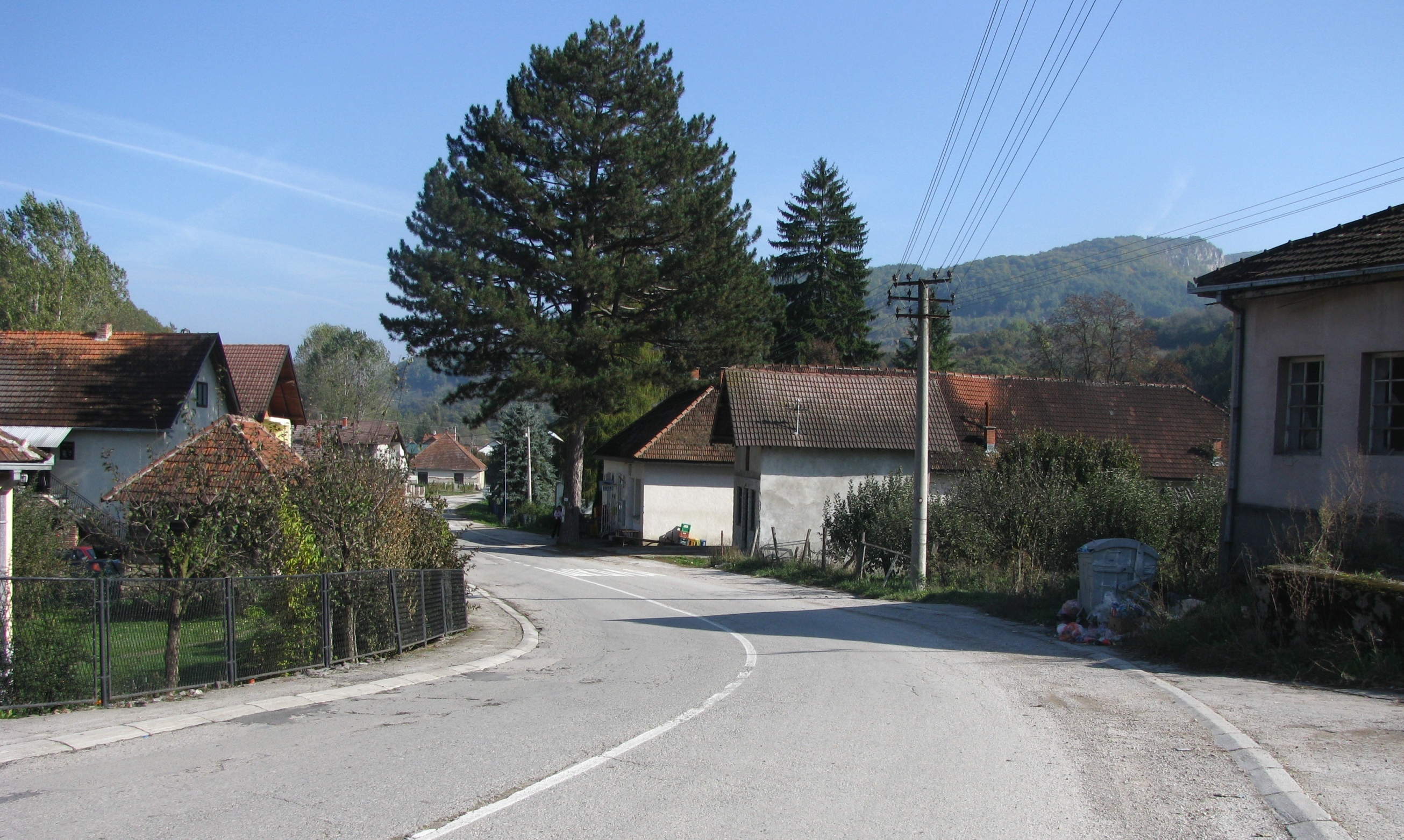
Seča Reka